# Eutrichota epiphallica
Eutrichota epiphallica este o specie de muște din genul Eutrichota, familia Anthomyiidae, descrisă de Griffiths în anul 1984. Conform Catalogue of Life specia Eutrichota epiphallica nu are subspecii cunoscute.